# Le Piaf
Le Piaf war eine französische Automarke.

## Unternehmensgeschichte
Das Unternehmen Société Industrielle de Livry hatte seinen Sitz an der Avenue Émile Zola 66 im 15. Arrondissement von Paris. Die ersten beiden Modelle erhielten die Markennamen Atlas und Kover. 1951 erschien ein drittes Modell, das als Le Piaf vermarktet wurde. 1952 endete die Produktion.

## Fahrzeuge
Unter dieser Marke entstand nur ein Modell. Das Fahrzeug war ein kleiner vierrädriger Strandwagen, präsentiert im Oktober 1951 auf dem Pariser Autosalon. Es gab keine Türen, aber ein Notverdeck. Ein Einzylinder-Viertaktmotor von AMC war im Heck montiert und trieb das linke Hinterrad an. Der Motor verfügte über 175 cm³ Hubraum und leistete 8,5 PS. Bei einem Radstand von 175 cm und einer Spurbreite von 110 cm vorne und 100 cm hinten war das Fahrzeug 275 cm lang, 124 cm breit und mit Verdeck 120 cm hoch. Das Leergewicht war mit 195 kg angegeben. Der Preis betrug im Oktober 1951 200.000 Französische Franc.